# Young-jun
Young-jun (영준 Yeongjun) ist ein koreanischer Vorname.
Träger des Namens sind unter anderem folgende Personen:
- Ji Young-jun (* 1981), südkoreanischer Marathonläufer
- Kweon Young-jun (* 1987), südkoreanischer Degenfechter
- Lee Young-jun (Eishockeyspieler) (* 1991), südkoreanischer Eishockeyspieler
- Lee Young-jun (Fußballspieler) (* 2003), südkoreanischer Fußballspieler
- Seo Yeong-jun (* 1995), südkoreanischer Eishockeyspieler